# موتر الإجهاد والطاقة

المكونات المغايرة لموتّر الإجهاد-الطاقة.

موتر الإجهاد والطاقة، يسمى أحيانًا موتر الإجهاد والطاقة والزخم أو موتر الطاقة والزخم، هو كمية موتر في الفيزياء تصف كثافة وتدفق الطاقة والزخم في الزمكان، مع تعميم موتر الإجهاد في فيزياء نيوتن. إنها سمة من سمات المادة والإشعاع ومجالات القوة غير الجاذبية. هذه الكثافة وتدفق الطاقة والزخم هي مصادر مجال الجاذبية في معادلات أينشتاين للمجال للنسبية العامة، تمامًا كما أن كثافة الكتلة هي مصدر مثل هذا المجال في الجاذبية النيوتونية.